# Калинівка (Ізюмський район)
Калинівка (МФА: [kɐˈɫɪɲiu̯kɐ] ( прослухати)) — село в Україні, у Балаклійському районі Харківської області. Населення становить 309 осіб. До 2020 орган місцевого самоврядування — Яковенківська сільська рада. 

## Географія.
Село Калинівка знаходиться на обох берегах річки Хрести. Впритул примикає до села Таранушине.

## Історія
- 1870 — засноване як село Дудників Яр.
- 1918 — перейменоване на село Червоний Яр.
- В 2016 році село перейменовано на Калинівка[1].
- Село постраждало внаслідок геноциду українського народу, проведеного урядом СРСР в 1932—1933 роках, кількість встановлених жертв в Яковенковому, Таранушиному, Калинівці, Дудникові — 505 людей[2].
- 12 червня 2020 року, відповідно до Розпорядження Кабінету Міністрів України  № 725-р «Про визначення адміністративних центрів та затвердження територій територіальних громад Харківської області», увійшло до складу Балаклійської міської територіальної громади[3].
- 19 липня 2020 року, в результаті адміністративно-територіальної реформи та ліквідації Балаклійського району, село увійшло до складу новоутвореного Ізюмського району[4].

## Економіка
В селі є молочно-товарна ферма.